# J.C. Moses
John Curtis Moses eller  "J.C." Moses (18. oktober 1939 i Pittsburgh USA – 1977 ) var en amerikansk jazztrommeslager.
Moses har spillet med Eric Dolphy,Kenny Dorham, Clifford Jordan, Don Cherry,John Tchicai, Charles Lloyd, Bud Powell, Andrew Hill og Archie Shepp. 
Moses flyttede i 1969 til København, hvor han var akkompagnatør på Jazzhus Montmartre. Han flyttede tilbage til Pittsburgh i USA sidst i 1970'erne hvor han døde i 1977.

## Eksterne kilder og henvisninger
- Biografi af J.C. Moses på allmusic.com